# Semaeopus nossis
Semaeopus nossis là một loài bướm đêm trong họ Geometridae.